# Legionella geestiana
Espèce
Legionella geestiana est une espèce de bactéries gram-négatives de la famille des Legionellaceae.

## Description
Les bactéries de l'espèce Legionella geestiana sont des bacilles gram-négatifs dont la croissance est possible sur milieu BCYE supplémenté en L-cystéine.

## Taxonomie
Le nom correct complet (avec auteur) de ce taxon est Legionella geestiana Dennis et al. 1993.

### Étymologie
Le nom de cette espèce vient du lieu d'isolement de la première souche et son étymologie est la suivante : geest.i.a’na. N.L. fem. adj. geestiana, concernant l'immeuble de bureaux de Geest.